# Krčki Zaljev
Krčki Zaljev är en vik i Kroatien.   Den ligger i länet Gorski kotar, i den centrala delen av landet, 140 km sydväst om huvudstaden Zagreb.